# 하구

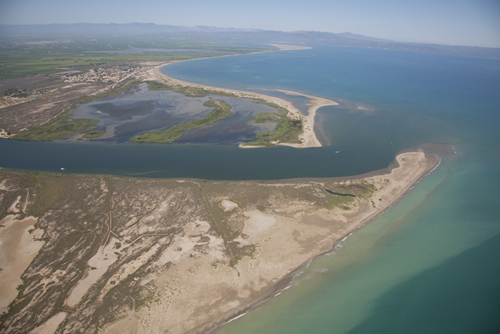

하구(河口, estuary, river mouth)란 하천이 바다나 호수 등 다른 수역으로 흘러드는 부분, 연결되는 지점이다.
하천으로부터 공급되는 암석이나 모래, 진흙이 퇴적해 삼각주나 갯벌, 모래톱이 형성된다. 또 해안에 퇴적한 토사나 사주로 인해 차단된 장소는 하나 또는 복수의 강이 흘러드는 석호나 만이 형성되기도 한다. 갯벌이나 만은 가는 수로로 바다로 연결된 폐쇄적인 수역으로 상류로부터 흘러 오는 담수와 조수가 가득 차 담수와 해수가 섞이는 기수역이 되고 있는 경우가 많다. 흐름이 복잡하고 헤엄치는 것은 몹시 위험하다.
삼각강과 같이 큰 하구는 해수면이 육지보다 높아 하구 부분을 침수시키는 것을 해안에서 잘 볼 수 있다. 또 리아스식 해안이나 피오르드 등 바다에 잠긴 골짜기에 강이 흘러들면 매우 큰 하구가 형성된다. 이러한 대형 하구는 만이나 해협 등의 이름으로 불리기도 한다.
예부터 항구 등에 사용되어 인간의 경제활동에 중요한 장소가 되고 있다. 한편 해수·기수·담수·지수·유수 등 복잡한 수상 환경의 경계가 형성되어 생물 다양성의 관점에서도 중요한 장소이다. 해초가 밀집해 서식하는 장소이고 갈대밭, 홍수림 등 하구에 많은 대형 식물이 만들어낸 환경도 있다.

## 같이 보기
- 삼각주
- 합류